# Melanagromyza decapitata
Melanagromyza decapitata är en tvåvingeart som beskrevs av Spencer 1977. Melanagromyza decapitata ingår i släktet Melanagromyza och familjen minerarflugor. Inga underarter finns listade i Catalogue of Life.